# Areostacionarna orbita
Areostacionarna orbita ili areosinkrona ekvatorijalna orbita (skraćeno AEO) je kružna areosinkrona orbita u Marsovoj ekvatorijalnoj ravnini oko 17,032 km (10.583 mi) iznad površine, bilo koja točka na kojoj se okreće oko Marsa u istom smjeru i s istim ophodnim vremenom kao i Marsova površina. Koncept areostacionarne orbite je sličan konceptu geostacionarne orbite. Prefiks areo- proizlazi iz Ares, grčkog boga rata i pandan rimskom bogu Marsu, s kojim je asociran planet. Moderna Grčka riječ za Mars je Άρης (Aris).
Do danas u ovu orbitu nisu postavljeni umjetni sateliti, ali to je od interesa za neke znanstvenike koji predviđaju buduću telekomunikacijsku mrežu za istraživanje Marsa. Asteroid ili stanica smještena u areostacionarnoj orbiti također bi se mogla koristiti za izgradnju marsovskog svemirskog dizala za uporabu u prijenosima između površine Marsa i orbite.[nedostaje izvor]

## Formula
Orbitalna brzina (koliko se brzo satelit kreće kroz svemir) izračunava se množenjem kutne brzine satelita s radijusom orbite:
{\displaystyle R_{syn}={\sqrt[{3}]{G(m_{2})T^{2} \over 4\pi ^{2}}}}
G = Gravitacijska konstanta
m2 = masa nebeskog tijela
T = razdoblje rotacije tijela
Pomoću ove formule može se pronaći geostacionarno-analogna orbita objekta u odnosu na dano tijelo, u ovom slučaju Mars (ovaj tip orbite gore naziva se areostacionarna orbita ako je iznad Marsa).
Masa Marsa je 6,4171 × 1023 kg, a zvjezdano razdoblje 88 642 sekunde. Sinkrona orbita tako ima radijus od 20.428 km (12693 mi) od središta mase Marsa, pa se stoga areostacionarna orbita može definirati kao približno 17.032 km iznad površine ekvatora Marsa.

## Održavanje položaja u orbiti
Bilo koji sateliti u areostacionarnoj orbiti patit će od povećanih troškova održavanja položaja u orbiti, jer se Marsov Clarkeov pojas nalazi između orbita dva Marsova prirodna satelita. Fobos ima veliku poluos koja iznosi 9.376 km, a Deimos ima veliku poluos koja iznosi 23.463 km. Neposredna blizina Fobosove orbite (većeg od dva mjeseca) uzrokovat će neželjene efekte orbitalne rezonance koji će postupno pomicati orbitu areostacionarnih satelita.